# Difuzijski zakon
Difuzíjski zákon ali pŕvi Fickov zákon [~ fíkov ~] podaja zvezo med gostoto masnega toka j in gradienta koncentracije c pri difuziji:
{\displaystyle \mathbf {j} =-D\nabla c\!\,.}
Pri tem je D difuzijska konstanta. Negativni predznak označuje, da ima masni pretok smer negativnega gradienta koncentracije. Zakon nosi ime po nemškem fiziologu Adolfu Ficku, ki ga je odkril leta 1855.